# زمین سوخته (رمان)
زمین سوخته نام رمانی از احمد محمود است که به روایت جنگ ایران و عراق می‌پردازد.

## انگیزه نویسنده
این داستان که در سال ۱۳۶۱ منتشر شد، حاصل تجربه شخصی نویسنده از جنگ است. خود نویسنده در این باره گفته‌است: «وقتی خبر کشته شدن برادرم را در جنگ شنیدم، از تهران راه افتادم رفتم جنوب. رفتم سوسنگرد، رفتم هویزه. تمام این مناطق را رفتم. تقریباً نزدیک جبهه بودم. وقتی برگشتم، واقعاً دلم تلنبار شده بود. دیدم چه مصیبتی را تحمل می‌کنم. اما مردم چه آرام اند. چون تا تهران موشک نخورد، جنگ را حس نکرد. دلم می‌خواست لااقل مردم مناطق دیگر هم بفهمند که چه اتفاقی افتاده‌است. همین فکر وادارم کرد که زمین سوخته را بنویسم.»
بابک، پسرش دربارهٔ نگاه احمد محمود به جنگ گفته‌است: پدرم برای این‌که جنگ و فضای آن را بشناسد، اصرار بسیار زیادی داشت به جبهه برود و با این‌که اجازه رفتن به جبهه را نداشت، از طریق یکی از دوستانش که در بانک کار می‌کرد، این اجازه را گرفت و به جبهه رفت، قبل از این‌که پدرم شروع به نوشتن «زمین سوخته» کند، عمویم در جبهه کشته شد و زمانی که پدر، به فصلی رسید که می‌خواست در آن، مرثیه شهادت برادر را بنویسد، زار زار می‌گریست و حتی از ناراحتی، به مدت سه شب تب کرد. هنوز هم کسی قدر و منزلت رمان «زمین سوخته» را درک نکرده‌است. وقتی «زمین سوخته» منتشر شد، خیلی‌ها به احمد محمود اعتراض کردند و گفتند او این رمان را به نفع حاکمیت نوشته‌است. از سوی دیگر، بسیاری از افراد درون حکومت نیز گفتند که این رمان، جنگ را به نفع چپی‌ها تفسیر کرده‌است؛ در حالی که هیچ‌کدام به درستی متوجه عمق رمان نشدند و نفهمیدند که داستان دربارهٔ آدمی و درد و رنج‌هایش است.